# Thủy điện Mông Ân
Thủy điện Mông Ân là thủy điện xây dựng trên sông Gâm tại vùng đất thị trấn Pác Miầu và xã Nam Quang huyện Bảo Lâm tỉnh Cao Bằng, Việt Nam .
Thủy điện Mông Ân có công suất lắp máy 30 MW với 2 tổ máy, sản lượng điện hàng năm 110 triệu KWh, khởi công tháng 9/2017, dự kiến hoàn thành tháng 12/2019. Tháng 1/2020 đã phát điện.
Thủy điện Mông Ân ở phía hạ lưu so với Thủy điện Bảo Lâm 1 22°56′26″B 105°32′54″Đ / 22,94056°B 105,54833°Đ.